# Actinoscelis
Actinoscelis é um gênero de mariposa pertencente à família Acrolepiidae.